# Continental Motors Company
Die Continental Motors Company war ein US-amerikanischer Motorenhersteller. Das Unternehmen stellte von den 1900er- bis in die 1960er-Jahre Motoren für verschiedene konzernunabhängige Hersteller von Automobilen und Traktoren sowie Stationärmotoren für Pumpen, Generatoren und Maschinenantriebe her.

## Firmengeschichte
1905 wurde Continental Motors gegründet und stellte einen seitengesteuerten Vierzylinder-Viertaktmotor mit einzelner Nockenwelle her.
1906 wurde der Motor Typ “O” mit 45 bhp (34 kW) zum Antrieb von Flugzeugen entwickelt.
1929 wurde ein 7-Zylinder-Sternmotor mit 8.913 cm³ Hubraum eingeführt, der 170 bhp (127 kW) bei 2.000 min−1 leistete.
Im August 1929 wurde zur Entwicklung und zum Bau von Flugmotoren die Continental Aircraft Engine Company aus der Continental Motors Company ausgegründet. Dies wurde später das Hauptgeschäft der Nachfolgefirma Teledyne Continental Motors.
Continental Motors begann die Herstellung von Automobilen eher indirekt. Man fertigte in den 1910er- und 1920er-Jahren Motoren für etliche konzernunabhängige Automobilhersteller, wie zum Beispiel die Durant Motors Corporation, die Continental-Motoren in ihren Modellreihen Star, Durant, Flint und Rugby einsetzte.

## De Vaux, Continental De Vaux und Continental Automobile Company
Im Zuge der Wirtschaftskrise brachen Anfang der 1930er Jahre die Automobilverkäufe ein. In der Folge ging auch der Absatz von Motoren stark zurück. Die Firma versuchte dies durch Zukauf eines Autoherstellers zu kompensieren, den man mit hauseigenen Triebwerken beliefern wollte. Die Wahl fiel auf die schwer angeschlagene De Vaux in Grand Rapids (Michigan) deren Mittelklasse-Modelle mit einem eigenen Motor sich nicht in ausreichender Stückzahl verkaufen ließen. De Vaux seinerseits war aus Teilen des Durant Motors Konzerns hervorgegangen und das einzige Modell 6/70 war eine nur leicht modifizierte Version des letzten Durant. Diese Konstellation war für Continental vorteilhaft, weil das Fahrzeug demnach ohne weiteres wieder mit einem Continental-Motor ausgestattet werden konnte. Im Februar 1932 übernahm Continental die De Vaux Motors Company. Für den Rest des Modelljahres verkaufte man das äußerlich unveränderte Auto mit dem hauseigenen Motor als Continental De Vaux 6/80. Die Firma wurde im November 1932 umbenannt in Continental Automobile Company. Es gab nun drei Baureihen, die Sechszylindermodelle Ace und Flyer, sowie den billigeren Beacon mit vier Zylindern. Keine dieser Baureihen verkaufte sich in der Wirtschaftskrise besonders gut. Zur gleichen Zeit baute die kanadische Firma Dominion Motors Ltd. die Flyer- und Beacon-Wagen als Frontenac C-600 resp. C-400 in Lizenz für den kanadischen Markt. Den größeren Ace führte man aus den USA ein. Dominion wandte sich dann dem Bau von Reo-LKWs zu. Die Fertigung der Modelle Ace und Flyer wurde Ende 1933 eingestellt. Da Continental mit dem Beacon ebenfalls keinen Profit erwirtschaften konnte, stellte man 1934 auch den Bau dieses letzten Modells ein.

## Landfahrzeuge mit Continental-Motoren
- Abbott-Detroit
- Allis-Chalmers Model G

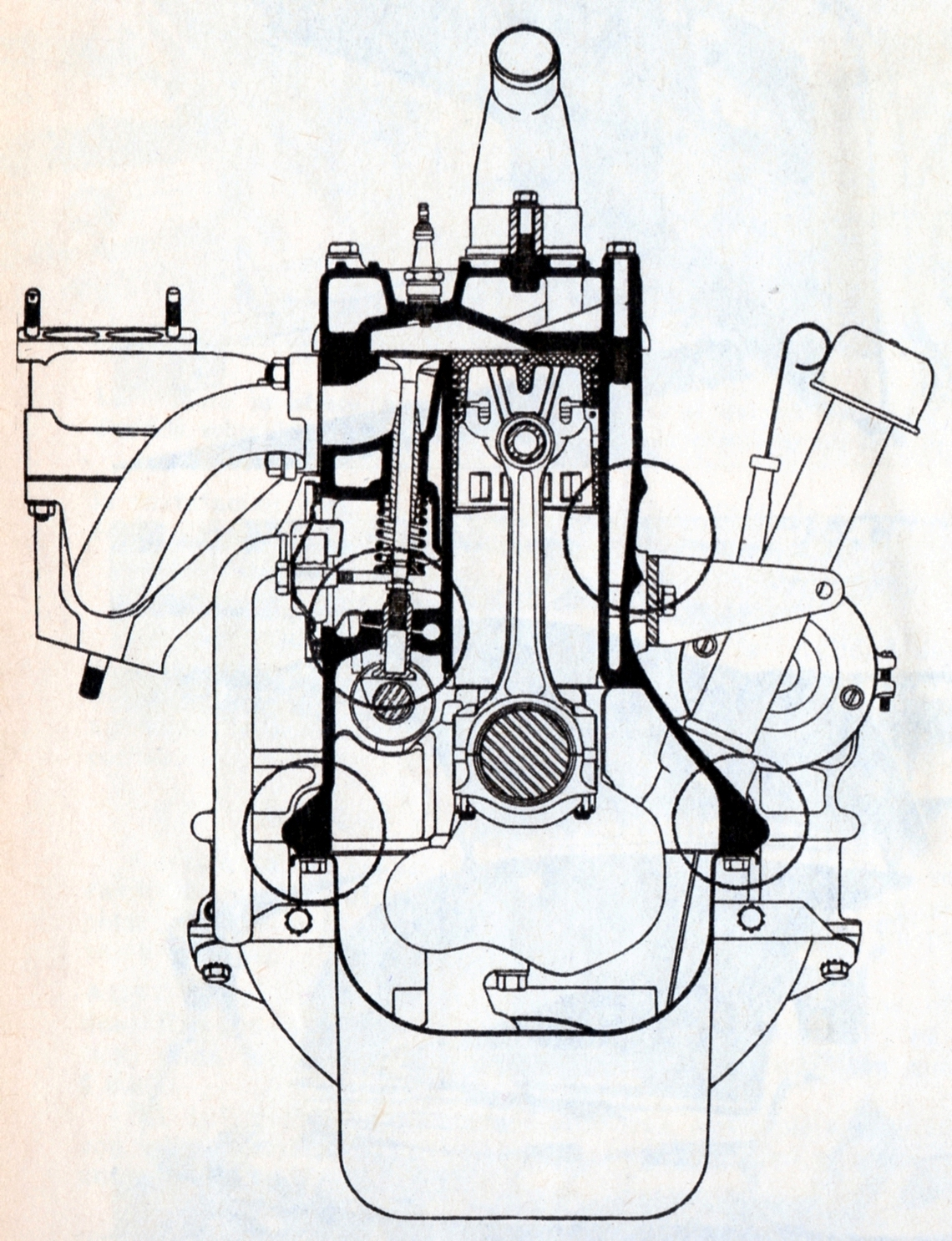
Continental 6L-226 Sechszylindermotor für Kaiser, Frazer sowie verschiedene Fahrzeuge von Checker, Willys- und IKA (Frontansicht)

- AM General (mittelschwere und schwere Lkw für den militärischen Einsatz)
- Bantam Reconnaissance Car Y112 (erster Jeep)
- Barley
- Beck
- Blodgett Six, Prototype, 1921.
- Bour-Davis (USA, Detroit, Frankfort, Cedar Grove (Louisiana))[2]
- Bush
- Cardway
- Checker (bis 1965)
- Comet (USA, Decatur)[3]
- Continental (USA, Grand Rapids (Michigan))
- Crawford
- Dagmar
- Davis
- Diana (St. Louis)[4]
- DuPont
- Durant Motors (einschließlich der Marken Durant, Flint, Star und Rugby)
- Frontenac (Kanada)
- Empire
- Gersix Manufacturing Company (LKW, USA Seattle)
- Graham
- Graham-Paige
- Hansa A6 und A8
- Henney Funeral Coach
- Howard (USA, Chicago und Connersville (Indiana))[5]
- Howmet TX (Rennwagen mit Turbinenantrieb)
- IKA
- Jeep (während des Zweiten Weltkrieges)
- Jones (USA, Wichita)[6]
- Jordan (R6 und R8; letzterer Design Jordan)[7]
- Kaiser-Frazer Corporation (einschließlich Allstate, Henry J und nach 1953 auch Willys)
- Keller
- Kenworthy
- Kline Kar
- Lambert
- Larrabee (LKW)
- Lexington
- Liberty truck
- Lippard-Stewart[8]
- Little Giant (Feuerwehr, Chicago, 1912–1916)[9]
- Locomobile
- Magirus
- Marion-Handley
- Meteor
- Moon
- Moreland LKW
- Morris
- Noma
- Norwalk
- Ogren
- Paige
- Peerless
- Perl
- Piedmont
- Playboy
- Ponder (Prototyp, 1923)[10]
- Reo[11]
- Roamer
- SAF aus Schweden
- S & M
- Seagrave Fire Apparatus (3 PKW-Prototypen, 1960)
- Stewart[8]
- Tracta (Frankreich)
- Transport Truck
- Velie
- Westcott
- Willys-Overland
- Windsor
- Wolverine[12]

## Flugmotoren

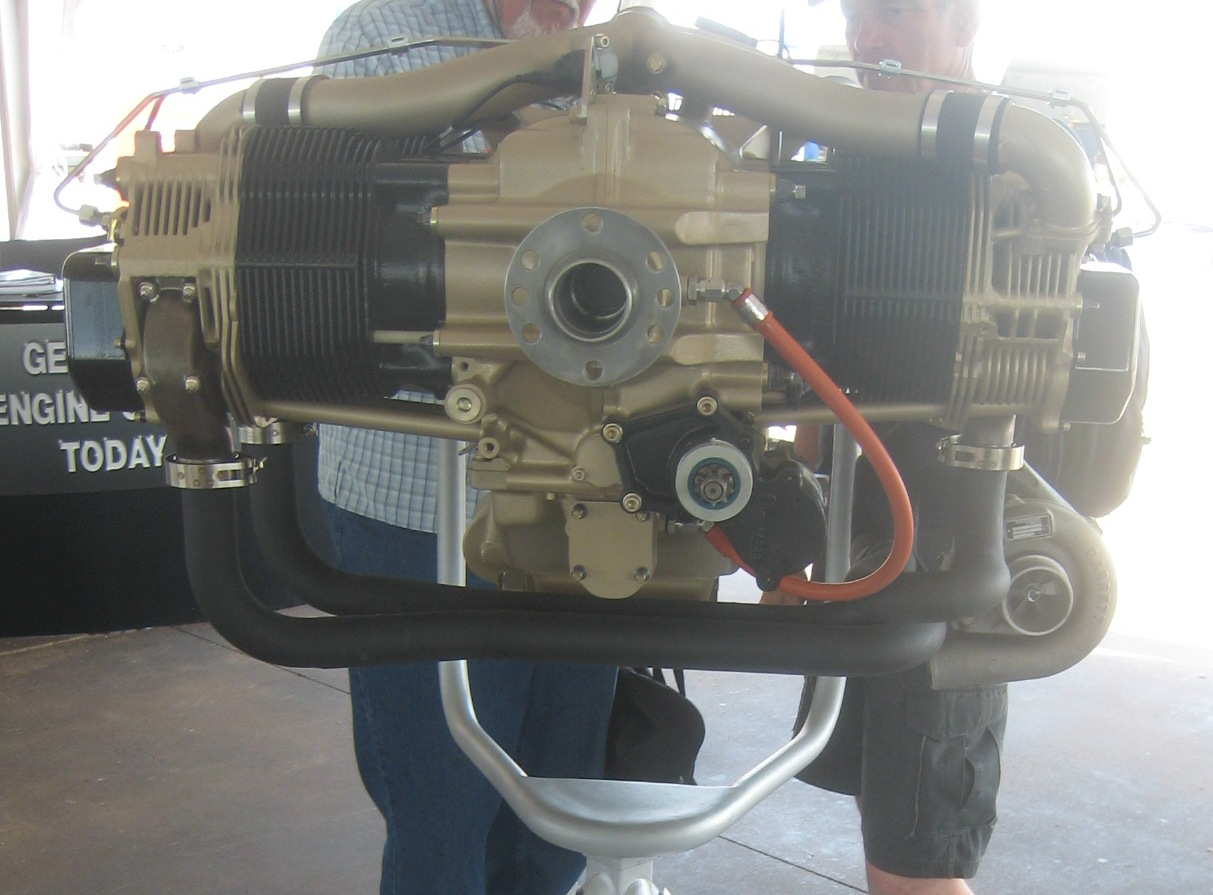
Continental TD300-Diesel-Flugmotor (Prototyp)

1929 wurde das Flugmotorengeschäft als Continental Aircraft Engine Company ausgelagert und 1969 von Teledyne Technologies übernommen. Teledyne Continental wurde größter Konkurrent von Lycoming auf dem Markt für Flugmotoren für die allgemeine Luftfahrt. Einige dieser Motorentypen wurden auch von Rolls-Royce in Lizenz gebaut.